# Spedale di Santa Fina
Le spedale di Santa Fina se situe à San Gimignano, 11 via Folgóre da San Gimignano et est aujourd'hui un complexe muséal avec  l'ex-conservatorio di Santa Caterina, qui comprend la Spezieria di Santa Fina, le Museo archeologico et la Galleria d'arte moderna.

## Histoire
L'hôpital construit en 1253, qui a subi de nombreuses modifications au cours des siècles, a conservé une façade sobre de la renaissance tardive avec un ensemble décoratif comprenant les tympans à fresques de Sebastiano Mainardi représentant les Santi Bartolo, Gimignano, Pietro martire e Niccolò, deux bustes en marbre polychrome du Florentin Pietro Torrigiano et une sculpture de Santa Fina e San Gregorio, réalisée à Rome en 1498 sur la commande de Stefano Coppi, secrétaire du cardinal Raffaele Riario.

### LaSpezieria di Santa Fina
Ancienne annexe à l'hôpital elle devient  musée civique en 1906. Elle restitue l'ancienne pharmacie, avec ses récipients en céramique et de verre pour les médicaments.

### LeMuseo Etrusco
Il date de  1977 et expose les vestiges étrusques de la région (Poggio alla Città, Buggiano, Piattaccio, Ripa del Colle, Ranza) qui sont essentiellement des céramiques, des bronzes de la période hellénistique.
Le vaisselle de production locale, surtout à  vernis noir et « précachetée », témoigne de l'influence de sa voisine Volterra, comme les urnes cinéraires avec la figure du défunt dressée sur le couvercle, qui tient en main un plat avec l'obole à payer pour la barque vers l'au-delà.

### Galleria d'arte moderna e contemporanea
Elle date de 2006 et est dédiée à  Raffaele De Grada, peintre italien contemporain du mouvement pictural Novecento.

## Sources
- (it) Cet article est partiellement ou en totalité issu de l’article de Wikipédia en italien intitulé « spedale di Santa Fina » (voir la liste des auteurs).